# Hylesia muscula
Hylesia muscula är en fjärilsart som beskrevs av Vuillot. 1893. Hylesia muscula ingår i släktet Hylesia och familjen påfågelsspinnare. Inga underarter finns listade i Catalogue of Life.